# Eric Kandel
Eric Kandel (* 7. listopad 1929, Vídeň) je rakousko-americký neurobiolog židovského původu, nositel Nobelovy ceny.

## Život
Narodil se v židovské vídeňské rodině. Jeho matka pocházela z Polska, otec z Ukrajiny. Rodina vedla obchod s hračkami a byla silně asimilovaná. Přesto po Anšlusu emigrovala do Spojených států. Usadila se v Brooklynu. Eric začal chodit do Brooklyn's Erasmus Hall High School a Public high school, získal též judaistické vzdělání.
Poté vystudoval lékařství na Newyorské univerzitě. Zde se roku 1965 stal profesorem. Roku 1974 přestoupil na Kolumbijskou univerzitu v New Yorku, kde se stal ředitelem Center for Neurobiology and Behavior.
Roku 2000 získal Nobelovu cenu za fyziologii nebo lékařství (spolu s Arvidem Carlssonem a Paulem Greengardem), a to za výzkum týkající se „signální transdukce (přenosu signálu) v nervovém systému“. Kandel pomocí experimentálního modelu mozku mořského plže dokázal, jaký vliv mají změny v synapsích na proces učení a na paměť. Významně tím zvýšil zejména porozumění mechanismu krátkodobé a dlouhodobé paměti. Krom Nobelovy ceny získal též National Medal of Science, Wolfovu cenu či Laskerovu cenu.
Svůj život a výzkum popsal v knize In Search of Memory: The Emergence of a New Science of Mind.